# Anthaxia manca
Anthaxia manca é uma espécie de insetos coleópteros polífagos pertencente à família Buprestidae.
A autoridade científica da espécie é Linnaeus, tendo sido descrita no ano de 1767.
Trata-se de uma espécie presente no território português.

## Sinónimos
Os sinónimos desta espécie são:
- Buprestis rubinus Geoffroy in Fourcroy 1785
- Buprestis bistriata Fabricius 1775
- Anthaxia mancatula Abeille de Perrin 1900
- Buprestis manca Linnaeus, 1767[2]